# Pará (Costa Rica)
Pará, también conocido parcialmente con el nombre de San Luis, es el octavo y último distrito del cantón de Santo Domingo, en la provincia de Heredia, de Costa Rica. 

## Historia
Pará fue creado el 10 de diciembre de 1971 por medio de Decreto Ejecutivo 2100-G. Segregado de San Miguel.

## Geografía
Pará cuenta con un área de 2,87 km² y una altitud media de 1341 m s. n. m.

## Demografía
Para el año 2022, Pará cuenta con una población estimada de 4048 habitantes, y para el último censo efectuado, en 2011, Pará contaba con una población de 3333 habitantes.

## Localidades
- Cabecera: San Luis
- Barrios: Calle Caballeros, Las Juntas.
- Poblados: Canoa (parte).

## Transporte

### Carreteras
Al distrito lo atraviesan las siguientes rutas nacionales de carretera:
- Ruta nacional 32
- Ruta nacional 220
- Ruta nacional 308
- Ruta nacional 504